# Sàtino
Sàtino (en rus: Сатино) és un poble de l'óblast de Kaluga, a Rússia, que en el cens del 2010 tenia 42 habitants, pertany al districte de Bórovsk.